# Lillian Ross
Lillian Ross (8 de junio de 1918 – 20 de septiembre de 2017) fue una escritora y periodista americana que trabajó en la revista The New Yorker durante siete décadas, iniciando su carrera en dicho medio en 1945. Su estilo narrativo a la hora de trabajar piezas periodísticas, como las publicadas sobre Ernest Hemingway y John Huston, fue entendido como una influencia directa de lo que más tarde se definió como "periodismo literario" o "nuevo periodismo".

## Biografía
Lillian Rosovsky, más conocida como Lillian Ross, nació en Siracusa, Nueva York, en 1918. Se crio en Brooklyn, siendo la más joven de tres hermanos (Helen y Simon), nacidos de Louis y Edna Rosovsky. Gran parte de su vida la pasó con el periodista neoyorkino William Shawn.
En The Talk of the Town, tras de la muerte de J. D. Salinger, Ross escribió sobre la gran amistad que compartió con Salinger y mostró fotografías del escritor y su propia familia, incluyendo a su hijo adoptado, Erik (nacido 1965).

## Muerte
Ross murió de un infarto en Manhattan, el 20 de septiembre de 2017, a los 99 años.

### Libros
- Portrait of Hemingway (originalmente publicado como "Profile" en The New Yorker, el 13 de mayo de 1950; Simon & Schuster (New York City), 1961.
- Picture (sobre cómo se rodó la película The Red Badge of Courage, originalmente publicado en The New Yorker), Rinehart (New York City), 1952, Anchor Books (New York City), 1993.
- (Con su hermana, Helen Ross) The Player: A Profile of an Art (entrevistas), Simon & Schuster, 1962, Limelight Editions, 1984.
- Vertical and Horizontal (relatos cortos), Simon & Schuster, 1963.
- Reporting (artículos originalmente publicados en the New Yorker, entre los que se incluyen: "The Yellow Bus," "Symbol of All We Possess," "The Big Stone," "Terrific," "El Unico Matador," "Portrait of Hemingway," y "Picture"), Simon & Schuster, 1964, con introducción del propio autor, Dodd (New York City), 1981.
- Adlai Stevenson, Lippincott (Philadelphia), 1966.
- Talk Stories (sesenta historias originalmente publicadas en "The Talk of the Town", una sección de The New Yorker, 1958–65), Simon & Schuster, 1966.
- Reporting Two, Simon & Schuster, 1969.
- Moments with Chaplin, Dodd, 1980.
- Takes: Stories from "The Talk of the Town", Congdon & Weed (New York City), 1983.
- Here but Not Here: A Love Story (memorias), Random House, 1998.
- Reporting Back:  Notes on Journalism, Counterpoint (New York), 2002.
- Reporting Always: Writing for The New Yorker (no-ficción), Scribner, November 2015.

### Artículos
- «Profiles: The Millionaire - I». The New Yorker 25 (46): 30-41. 7 de enero de 1950. Perfil de Henry Jonas Rosenfeld (parte 1).
- «The Talk of the Town: The Wildest People». The New Yorker 25 (50): 21-22. 4 de febrero de 1950. Charla en Transit Radio, Inc.
- Ross, Lillian (8 de febrero de 2010). «The Talk of the Town: Remembrance Bearable». The New Yorker. pp. 22-23. Consultado el 27 de abril de 2010.